# Charles Cochrane-Baillie (2e baron Lamington)
Charles Wallace Alexander Napier Cochrane-Baillie, 2e baron Lamington, (29 juillet 1860 - 16 septembre 1940) est un homme politique britannique et administrateur colonial qui est gouverneur du Queensland de 1896 à 1901 et gouverneur de Bombay de 1903 à 1907.

## Jeunesse
Né à Londres, en Angleterre, il est le fils unique d'Alexander Baillie-Cochrane (1er baron Lamington). Charles fait ses études au Collège d'Eton et à Christ Church, Oxford, où il obtient un baccalauréat ès arts en 1883. En 1885, il devient secrétaire particulier adjoint du Premier ministre du Royaume-Uni, Lord Salisbury .

## Carrière politique
Cochrane-Baillie est battu de peu lors de l'élection de 1885 pour la circonscription de St Pancras North, mais il remporte l'élection suivante en juillet 1886, en prenant son siège à la Chambre des communes britannique pour le Parti conservateur .
À la mort de son père en 1890, il lui succède comme 2e baron Lamington.
En 1890, le gouvernement britannique envoie Lord Lamington pour voyager entre le Tonkin au Vietnam et le Siam, en vue d'annexer au moins le district de Xishuangbanna et peut-être toute la province chinoise du Yunnan afin de limiter la colonisation française de la région .

## Gouverneur
En octobre 1895, Lord Lamington est choisi pour remplacer Sir Henry Norman comme gouverneur du Queensland, et il prête serment le 9 avril 1896. Il est un gouverneur très conservateur et exprime la crainte que la Fédération de l'Australie qui se créé pendant son mandat ne conduise à un socialisme effréné. Il travaille également avec le premier Premier ministre du Queensland, Samuel Griffith, pour s'assurer que le rôle des gouverneurs des États ne soit pas diminué après la Fédération.
Mis à part six mois de congé en Angleterre lorsqu'il est nommé Chevalier Grand-Croix de l'Ordre de Saint-Michel et de Saint-Georges, Lord Lamington est gouverneur pendant cinq ans jusqu'au 19 décembre 1901. En 1903, il est fait Chevalier Grand Commandeur de l'Ordre de l'Empire indien et nommé gouverneur de Bombay (jusqu'à sa démission en juillet 1907)  où la prérogative royale qu'il exerce est beaucoup plus puissante qu'elle ne l'avait été en Australie . Il est également noté comme sympathisant, après avoir rencontré 'Abdu'l-Bahá, à la foi bahá'íe.

## Fin de carrière
Lord Lamington est nommé capitaine du Lanarkshire Yeomanry le 26 mars 1902.
Au printemps 1919, il est commissaire de l'Unité britannique de secours en Syrie avant son attribution en tant que mandat français.
Il retourne au domicile de sa famille, Lamington House, dans le Lanarkshire, en Écosse, où il est décédé le 16 septembre 1940, à l'âge de 80 ans.

## Vie privée
Lord Lamington épouse Mary Houghton Hozier, la plus jeune fille de William Hozier (1er baron Newlands) (en), le 13 juin 1895. Ils ont deux enfants, un fils Victor Alexander Brisbane William Cochrane-Baillie (1896-1951, filleul de la reine Victoria et en 1940 devient le 3e baron Lamington) et une fille Grisell Annabella Gem Cochrane-Baillie (1898-1985).

## Héritage
Lord Lamington est surtout connu en Australie pour avoir prétendument donné son nom au lamington, un gâteau australien populaire composé d'un cube de génoise trempé dans du glaçage au chocolat et saupoudré de noix de coco desséchée. Les histoires de la création du lamington varient considérablement, bien que dans la plupart des versions, le chef de Lamington, Armand Galland, à la résidence du gouvernement du Queensland, conçoit le gâteau par accident ou par manque d'ingrédients. Lamington aurait également qualifié les gâteaux de "ces maudits biscuits laineux" .
Le plateau et le parc national de Lamington dans le Queensland, le pont de Lamington à Maryborough, dans le Queensland, le mont Lamington (un volcan en Papouasie-Nouvelle-Guinée) et Lamington Road à Mumbai Lamington High School à Hubli portent également son nom.
Le Lady Lamington Hospital for Women et le Lady Lamington Nurses Home font maintenant partie du Royal Brisbane Hospital Nurses 'Homes.